# Wolfenbütteler SV
Der Wolfenbütteler Sportverein von 1945 e. V. wurde nach Ende des Zweiten Weltkriegs im September 1945 als neuer Großverein in Wolfenbüttel gegründet. Ab 1948 wurden die früheren Vereine wieder zugelassen, so dass viele Mitglieder den WSV verließen und dieser als reiner Fußballverein weitergeführt wurde.
Erst ab den 1970er Jahren kamen mit Tennis, Tischtennis, Gymnastik, Handball, Badminton und Wing Chun Kung Fu weitere Sportarten hinzu. Im Jahr 1970 begann zudem mit der Gründung einer Frauenmannschaft für die Fußballabteilung eine Erfolgsgeschichte, die bis in die 2. Bundesliga führte. 2002 ging der WSV in dem MTV Wolfenbüttel auf.

## Herrenfußball

### Erfolge
- Niedersächsischer Pokalsieger: 1965
- Meister Verbandsliga Niedersachsen Ost: 1966, 1996
- Aufstieg in die Amateur-Oberliga Nord: 1985

### Geschichte

#### 1945 bis 1948
Der WSV wurde im September 1945 im Hotel Kronprinz gegründet. An der Gründungsversammlung nahmen 14 Personen teil. Hierzu gehörten Franz Hüther, Erich Bertram, August Kleinschmidt, Fritz Liebold und Hermann Seuber als treibende Kräfte sowie Gerhard Dernedde, Karl Fricke, Hermann Kick, Emil Lipke, Erich Schlöttig und Heinz Ziehe.
Nach Ende des Zweiten Weltkriegs wurden von der britischen Besatzungsmacht zunächst alle bisherigen Vereine verboten. In Wolfenbüttel wurde nur ein Großverein für den Sport zugelassen, der keinen traditionellen Namen führen durfte. Somit erhielt der neue Verein den Namen Wolfenbütteler Sportverein von 1945 e. V.
Sogleich begann man mit dem Aufbau einer Fußballmannschaft. Diese setzte sich größtenteils aus Spielern des (aufgelösten) BV Germania Wolfenbüttel und des Luftwaffen-Sportvereins (LWSV) Wolfenbüttel zusammen. Trainer wurde Ferdinand Fabra, zuvor Trainer der schlesischen Gaumannschaft und der finnischen Nationalmannschaft sowie Assistent des Reichstrainers Otto Nerz. Als Wettkampfstätte erhielt man nach Verhandlungen mit den englischen Besatzern der Sportplatz an der Meesche.
Einen regulären Punktspielbetrieb gab es nach dem Krieg noch nicht. Im Herbst/Winter 1945/46 wurden vorerst nur Freundschaftsspiele ausgetragen – u. a. gegen den Hamburger SV und den TSV Braunschweig. Zu Beginn des Jahres 1946 einigten sich dann zehn Vereine aus dem südöstlichen Gebiet Niedersachsens ohne einen übergeordneten Verband auf die Durchführung einer einfachen Punktrunde. Dies waren der TSV Braunschweig, VfB Brunswiek 04/Rot-Weiß Braunschweig, Schwarz-Gelb Göttingen, SV Arminia Hannover, Hannover 96, Werder Hannover, VfV Hildesheim, SV Linden 07, VfB Peine und der WSV (siehe dazu: Bezirksmeisterschaftsliga (britische Zone)).
Das erste Punktspiel bestritt der WSV am 24. März 1946 und erreichte ein 2:2-Unentschieden bei Arminia Hannover. Jedoch wurde die noch als Freundschaftsspiel ausgetragene Partie gegen den VfV Hildesheim (Endstand 3:1 für den WSV) mit in die Wertung aufgenommen. Zum Ende der Punktrunde belegte der WSV den zweiten Tabellenplatz und durfte auch an der Norddeutschen Meisterschaft teilnehmen, die im K.-o.-System ausgespielt wurde. Doch in der ersten Runde verlor man beim TSV Braunschweig mit 1:2.
In der Saison 1946/47 musste man einen der ersten drei Plätze belegen, um sich für einen Platz in der neuen Oberliga Nord, die in der Saison 1947/48 ihren Spielbetrieb aufnahm, zu qualifizieren. Nach mittelmäßigem Start erreichte der WSV trotz zwischenzeitlicher Leistungssteigerung nur den fünften Platz. Somit musste man 1947/48 in der neuen Verbandsliga Braunschweig, der höchsten Amateurklasse, spielen. In dieser Liga, die bundesweit die zweithöchste Spielklasse war, blieb der WSV bis 1964.
Zu Beginn des Jahres 1948 wurde das Verbot zur Vereinsgründung aufgehoben. Ebenso war es gestattet, dass alte Vereine auch wieder ihren traditionellen Namen tragen durften. Für den WSV bedeutete dies, dass der Großverein auseinanderbrach. Als erstes gründeten die Leichtathleten, Turner und Handballer den MTV Wolfenbüttel wieder. Später gingen auch die Schwimmer, Tischtennisspieler, Radfahrer und Schwerathleten. Auch einige Fußballer verließen den WSV, um den traditionellen Wolfenbütteler Fußballverein, den BV Germania Wolfenbüttel wiederzugründen. Der WSV selbst behielt vorerst nur noch die Fußballsparte.
| Saison  | Liga                       | Platz | Tore  | Punkte |
| ------- | -------------------------- | ----- | ----- | ------ |
| 1945/46 | Oberliga Niedersachsen Süd | 02.   | 28:17 | 13-05  |
| 1946/47 | Oberliga Niedersachsen Süd | 05.   | 66:48 | 20-20  |
| 1947/48 | Verbandsliga Braunschweig  | 03.   | 41:23 | 20-12  |

#### 1948 bis 1964
Ende der 40er Jahre gab es weitere Reformen im niedersächsischen Ligafußball. Zur Saison 1949/50 sollte unterhalb der Vertrags-Oberliga die Amateuroberliga als höchste Amateurklasse eingeführt werden. Dementsprechend war die Saison 1948/49 wieder ein Qualifikationsjahr, die ersten sechs (dann erweitert auf sieben) Plätze berechtigten zum Start in der neuen Spielklasse. Der WSV erreichte den sechsten Platz und konnte ab 1949 in der Amateur(ober)liga Niedersachsen-Ost antreten.
Nach einem dritten Platz im ersten Jahr in der neuen Klasse geriet der WSV 1950/51 durch einen personellen Umbruch in Abstiegsgefahr. Jedoch konnte zu Saisonende noch der 10. Platz und somit der Klassenerhalt erreicht werden. Auch 1953/54 kämpfte man um den Ligaverbleib, der erst in einer Entscheidungsrunde mit den punktgleichen Konkurrenten FC Grone und Werder Hannover gesichert werden konnte.
Anschließend folgte bis 1959 eine erfolgreichere Ära. In diesen fünf Jahren landete der WSV immer zwischen Platz drei und sechs. 1955/56 durften die Wolfenbütteler als Dritter gegen den Zweiten der Weststaffel im Entscheidungsspiel um die Teilnahme an der Aufstiegsrunde zur Oberliga Nord antreten. Doch das Spiel gegen Eintracht Osnabrück in Bückeburg wurde 0:2 verloren. 1956 erfuhr die Mannschaft durch die Verpflichtung des Stürmers Gerhard Gollnow eine erhebliche Stärkung. Gollnow, der von Viktoria Woltwiesche kam und 1958 zwei Einsätze in der Amateur-Nationalmannschaft verzeichnen konnte, erzielte in seinen ersten beiden Spielzeiten für den WSV 30 bzw. 29 Tore. 1958 wechselte er zum Oberligisten Hannover 96, mit dem er auch international aktiv war, u. a. gegen Inter Mailand. 1962 kehrte Gollnow zum WSV zurück.
1956 begannen zudem Renovierungsarbeiten am Meesche-Stadion, die fast zwei Jahre dauerten. Zur Einweihung bestritt der WSV am 10. August 1958 ein Freundschaftsspiel gegen die damalige deutsche Spitzenmannschaft Rot-Weiss Essen, für die der deutschen Weltmeister von 1954, Helmut Rahn, aktiv war.
1963/64 spielten die WSVer unter der Leitung des neuen Trainers Ernst Naab (als Spieler früher bei Eintracht Braunschweig aktiv). Durch die Einführung der Fußball-Bundesliga 1963 war die Amateuroberliga Niedersachsen-Ost nur noch die dritthöchste Spielklasse. Ein Jahr später zog die Bundesliga-Gründung auch Reformen der Amateur-Spielklassen nach sich. So musste 1963/64 der achte Platz erreicht werden, um in die neue, eingleisige Landesliga Niedersachsen zu kommen. Der WSV wurde nur Neunter und stieg in die vierte Liga ab.
| Saison  | Liga                              | Platz | Tore  | Punkte |
| ------- | --------------------------------- | ----- | ----- | ------ |
| 1948/49 | Verbandsliga Braunschweig         | 06.   | 57:47 | 24-20  |
| 1949/50 | Amateuroberliga Niedersachsen-Ost | 03.   | 71:46 | 42-26  |
| 1950/51 | Amateuroberliga Niedersachsen-Ost | 10.   | 95:81 | 31-37  |
| 1951/52 | Amateuroberliga Niedersachsen-Ost | 07.   | 60:65 | 41-35  |
| 1952/53 | Amateuroberliga Niedersachsen-Ost | 11.   | 54:69 | 30-34  |
| 1953/54 | Amateuroberliga Niedersachsen-Ost | 13.   | 65:82 | 23-37  |
| 1954/55 | Amateuroberliga Niedersachsen-Ost | 05.   | 65:50 | 36-24  |
| 1955/56 | Amateuroberliga Niedersachsen-Ost | 03.   | 65:48 | 40-20  |
| 1956/57 | Amateuroberliga Niedersachsen-Ost | 05.   | 85:56 | 38-22  |
| 1957/58 | Amateuroberliga Niedersachsen-Ost | 04.   | 82:50 | 38-22  |
| 1958/59 | Amateuroberliga Niedersachsen-Ost | 06.   | 70:44 | 33-27  |
| 1959/60 | Amateuroberliga Niedersachsen-Ost | 11.   | 56:63 | 29-35  |
| 1960/61 | Amateuroberliga Niedersachsen-Ost | 08.   | 45:41 | 33-31  |
| 1961/62 | Amateuroberliga Niedersachsen-Ost | 11.   | 49:54 | 27-33  |
| 1962/63 | Amateuroberliga Niedersachsen-Ost | 07.   | 63:59 | 30-30  |
| 1963/64 | Amateuroberliga Niedersachsen-Ost | 09.   | 52:66 | 26-30  |

#### 1964 bis 1980
Anfang bis Mitte der 60er Jahre spielte sich eine Mannschaft ein, die über Jahre dem Verein treu blieb und so zu einer echten Einheit wurde. In der Verbandsliga Ost avancierte man Trainer und ex-Spieler Emil „Zucker“ Lipke gleich im ersten Jahr zur Spitzenmannschaft. So gewann der WSV 1965 den Niedersachsenpokal und 1966 die Meisterschaft der Verbandsliga Ost. Bei der Meisterschaft zeigte sich eine deutliche Überlegenheit mit elf Punkten Vorsprung auf den Zweitplatzierten SC Uelzen 09. Doch der Aufstieg gelang nicht, da der WSV in der Aufstiegsrunde nur Dritter wurde.
Auch ab 1967 unter dem neuen Trainer Rudolf Stolzenberg spielte der WSV regelmäßig in der Spitzengruppe mit. Nur die Saison 1970/71 schloss man auf dem 13. Platz ab, ansonsten befand man sich immer unter den ersten Fünf. Der Aufstieg in die Landesliga gelang 1974 mit einer knappen Entscheidung. Nach Punktgleichheit in den Gruppenspielen mussten Entscheidungsspiele ausgetragen werden. Insgesamt benötigten die Wolfenbütteler neun Partien, bis der Aufstieg feststand. 1976 wurde Hannes Wittfoth Trainer. In den folgenden vier Jahren führte er die Mannschaft viermal auf den fünften Platz der Landesliga (bzw. Verbandsliga, wie sie ab 1979/80 hieß).
| Saison  | Liga                       | Platz | Tore  | Punkte |
| ------- | -------------------------- | ----- | ----- | ------ |
| 1964/65 | Verbandsliga Ost           | 03.   | 71:42 | 42-18  |
| 1965/66 | Verbandsliga Ost           | 01.   | 90:35 | 49-11  |
| 1966/67 | Verbandsliga Ost           | 02.   | 64:35 | 40-20  |
| 1967/68 | Verbandsliga Ost           | 03.   | 70:38 | 37-23  |
| 1968/69 | Verbandsliga Ost           | 02.   | 63:40 | 41-19  |
| 1969/70 | Verbandsliga Ost           | 05.   | 73:54 | 35-25  |
| 1970/71 | Verbandsliga Ost           | 13.   | 45:56 | 27-33  |
| 1971/72 | Verbandsliga Ost           | 02.   | 63:63 | 42-18  |
| 1972/73 | Verbandsliga Ost           | 02.   | 53:41 | 38-22  |
| 1973/74 | Verbandsliga Ost           | 02.   | 77:45 | 42-18  |
| 1974/75 | Landesliga Niedersachsen   | 09.   | 56:45 | 29-31  |
| 1975/76 | Landesliga Niedersachsen   | 09.   | 59:46 | 31-29  |
| 1976/77 | Landesliga Niedersachsen   | 05.   | 67:37 | 38-22  |
| 1977/78 | Landesliga Niedersachsen   | 05.   | 53:33 | 36-24  |
| 1978/79 | Landesliga Niedersachsen   | 05.   | 49:40 | 34-26  |
| 1979/80 | Verbandsliga Niedersachsen | 05.   | 63:47 | 34-26  |

#### 1980 bis 1991
1980 wurde Ernst Menzel, von 1968 bis 1978 Stürmer beim WSV, als neuer sportlicher Leiter eingestellt. In den folgenden fünf Jahren landete man nur 1981/82 auf dem siebten Platz. Ansonsten befand man sich immer unter den ersten Drei und konnte jeweils an der Aufstiegsrunde zur Amateur-Oberliga Nord teilnehmen. 1985 wurde der Aufstieg geschafft. Ähnlich wie beim Aufstieg 1974 war es eine knappe Entscheidung. Der WSV war punktgleich mit dem VfL Herzlake. Beide Teams hatten zudem die gleiche Tordifferenz. Da jedoch der WSV zwei Tore mehr geschossenen hatte, stieg er auf.
In der Anfangsphase der Saison 1985/86 wurden der WSV von der Aufstiegseuphorie getragen. Nach einem 3:1-Sieg am 6. Spieltag gegen den Zweitligaabsteiger und späteren Aufsteiger FC St. Pauli belegte man zwischenzeitlich den zweiten Platz. In der Endabrechnung wurde Wolfenbüttel Zwölfter und schaffte so das Ziel Klassenerhalt. In den Folgejahren konnte man sich mit namhaften Gegnern wie Arminia Hannover, Holstein Kiel, dem VfB Oldenburg oder dem VfL Wolfsburg messen. In der Saison 1987/88 spielte man zudem gegen Eintracht Braunschweig. Beim Hinspiel am 10. Oktober 1987 wurde mit 7.000 Besuchern der Zuschauerrekord des Meesche-Stadions aufgestellt.
1989/90 wollte sich der WSV in der Spitzengruppe der Oberliga etablieren. In der Hinrunde sah es so aus, als würde dieses Ziel erreicht. Nach zwischenzeitlicher Tabellenführung belegte das Team zur Winterpause den vierten Platz. Doch durch Verletzungspech geriet man in der Rückrunde in Abstiegsgefahr und landete zum Schluss auf dem 14. Tabellenplatz. Trainer Menzel verließ 1990 nach zehn Jahren den WSV und wechselte zum VfL Wolfsburg. Ihm folgte mit Wolfgang Grobe ein ehemaliger Profi von Eintracht Braunschweig und Bayern München. Doch der WSV spielte eine schlechte Saison und musste am Ende mit nur 33 Toren in 34 Spielen als Drittletzter absteigen.
| Saison  | Liga                       | Platz | Tore  | Punkte |
| ------- | -------------------------- | ----- | ----- | ------ |
| 1980/81 | Verbandsliga Niedersachsen | 02.   | 74:38 | 41-19  |
| 1981/82 | Verbandsliga Niedersachsen | 07.   | 66:58 | 35-29  |
| 1982/83 | Verbandsliga Niedersachsen | 02.   | 69:33 | 43-17  |
| 1983/84 | Verbandsliga Niedersachsen | 03.   | 78:48 | 39-21  |
| 1984/85 | Verbandsliga Niedersachsen | 03.   | 71:39 | 45-23  |
| 1985/86 | Amateur-Oberliga Nord      | 12.   | 64:73 | 30-38  |
| 1986/87 | Amateur-Oberliga Nord      | 10.   | 53:44 | 34-30  |
| 1987/88 | Amateur-Oberliga Nord      | 08.   | 60:59 | 33-35  |
| 1988/89 | Amateur-Oberliga Nord      | 12.   | 52:59 | 32-36  |
| 1989/90 | Amateur-Oberliga Nord      | 14.   | 41:55 | 27-41  |
| 1990/91 | Amateur-Oberliga Nord      | 16.   | 33:65 | 26-42  |

#### 1991 bis 2002
Nach dem Abstieg wurde ein Neuanfang unter Trainer Rüdiger Halbe gestartet. Es wurden mehrere Spieler der ersten Oberliga-Jahre zurückgeholt, um die sofortige Rückkehr in die Amateur-Oberliga zu schaffen. Doch das Team wurde nur Zehnter. Auch im Folgejahr wurde man trotz weiterer Rückkehrer nur Fünfter, so dass Halbe zu Saisonende den WSV verließ. Ihm folgte Wolfgang Ehlers, mit dem das Team in Abstiegsgefahr kam, obwohl mit Uwe Hain und Peter Lux zwei ehemalige Profis von Eintracht Braunschweig zum Kader gehörten.
Am 30. Oktober 1993 wurde Ehlers als erster WSV-Trainer wegen Erfolglosigkeit entlassen. Nach einer Interims-Rückkehr von Rudolf Stolzenberg, wurde am 20. Februar 1994 Torwart Uwe Hain zum Spielertrainer berufen. Doch am Ende war der WSV Vorletzter und stieg zum ersten Mal in die fünfte Liga ab. Das Ziel des sofortigen Wiederaufstiegs wurde 1994/95 jedoch trotz 102 geschossener Tore verpasst. Unruhe kam dagegen im Umfeld auf, als Trainer Hain am 26. April 1995 nach einem Streit mit dem Vorstand entlassen wurde. Hains Nachfolger wurde sein früherer Mitspieler Peter Lux, unter dem ein Jahr später die Rückkehr in die vierte Liga, die 1994 zur Oberliga Niedersachsen/Bremen reformiert wurde, gelang.
Dort kam der WSV zunächst nicht über das Mittelmaß hinaus. Doch nachdem die Saison 1998/99 mit dem siebten Platz zufriedenstellend abgeschlossen worden war, wollten die Verantwortlichen im Folgejahr mehr und hegten Pläne, innerhalb von drei Jahren in die Regionalliga aufzusteigen. Doch nachdem man wieder in Abstiegsgefahr geraten war, kam erneut Unruhe auf. Am 26. November 1999 trat Trainer Lux nach einem Streit mit dem Vorstand zurück. Dieser verpflichtete nicht nur mit Can Vanli einen neuen Coach, sondern auch gleich sieben neue Spieler. Doch da der Erfolg zum Rückrundenstart ausblieb, kehrte keine Ruhe ein. Ende März wurde dem Vorsitzenden Gero Henke auf einer tumultartigen Jahreshauptversammlung das Vertrauen entzogen. Der neue Vorstand um Peter Obach installierte umgehend mit Uwe Bohndieck einen ehemaligen Spieler als Trainer, doch der WSV wurde nur 13., hätte aber aufgrund der Zusammenführung der Oberligen Hamburg/Schleswig-Holstein und Niedersachsen/Bremen unter die ersten Neun kommen müssen, um die vierte Liga zu halten.
Nach dem erneuten Abstieg in die Niedersachsenliga Ost gab es im Kader einen großen Umbruch. Nur acht Spieler des Vorjahreskaders standen dem neuen Trainer Hans-Werner Richter zur Verfügung. Dennoch erreichte das neu formierte Team den fünften Platz. Doch es mehrten sich die Anzeichen, dass der Verein existenzielle Probleme hatte. Den wirtschaftlichen Betrieb der ersten Herren drückten Verbindlichkeiten und die Jugendarbeit – lange Zeit das große Aushängeschild des WSV – war nur noch mit Hilfe von Spielgemeinschaften aufrechtzuerhalten. Es wurden hoffnungsvolle Fusionsverhandlungen mit Nachbar Germania geführt. Doch während die WSV-Mitglieder auf einer außerordentlichen Mitgliederversammlung für die Verschmelzung mit dem langjährigen Rivalen stimmten, war die Mehrheit der Germanen dagegen. Der WSV fand einen neuen Fusionspartner im MTV Wolfenbüttel. Doch der Großverein war mit seinen über 6.000 Mitgliedern zu mächtig für eine Fusion zu gleichen Teilen. Der WSV ging am 30. Juni 2002 im MTV auf und der Sportbetrieb – auch im Bereich der Herrenfußballer – wird seitdem unter dem Namen MTV Wolfenbüttel fortgeführt.
| Saison  | Liga                           | Platz | Tore    | Punkte |
| ------- | ------------------------------ | ----- | ------- | ------ |
| 1991/92 | Verbandsliga Niedersachsen     | 10.   | 32:37   | 30-34  |
| 1992/93 | Verbandsliga Niedersachsen     | 05.   | 59:38   | 38-26  |
| 1993/94 | Verbandsliga Niedersachsen     | 18.   | 35:79   | 19-53  |
| 1994/95 | Verbandsliga Niedersachsen Ost | 02.   | 102:440 | 59-21  |
| 1995/96 | Verbandsliga Niedersachsen Ost | 01.   | 83:28   | 72     |
| 1996/97 | Oberliga Niedersachsen/Bremen  | 11.   | 44:50   | 39     |
| 1997/98 | Oberliga Niedersachsen/Bremen  | 11.   | 42:56   | 33     |
| 1998/99 | Oberliga Niedersachsen/Bremen  | 07.   | 46:50   | 44     |
| 1999/00 | Oberliga Niedersachsen/Bremen  | 13.   | 37:52   | 28     |
| 2000/01 | Niedersachsenliga Ost          | 05.   | 59:52   | 58     |
| 2001/02 | Niedersachsenliga Ost          | 10.   | 33:35   | 36     |

### Die WSV-Trainer
| Name                  | Nat.      | beim WSV      | beim WSV      |
| --------------------- | --------- | ------------- | ------------- |
| Fabra, Ferdinand      | Deutscher | 1945/46       | 1945/46       |
| Müller, Rudolf        | Deutscher | 1. Juli 1948  | 31. Dez. 1948 |
| Lipke, Emil           | Deutscher | 1. Jan. 1949  | 30. Juni 1952 |
| Mettke, Günter        | Deutscher | 1. Juli 1952  | 30. Juni 1954 |
| Lipke, Emil           | Deutscher | 1. Juli 1954  | 30. Juni 1959 |
| Schade, Heinz         | Deutscher | 1. Juli 1959  | 30. Juni 1960 |
| Lipke, Emil           | Deutscher | 1. Juli 1960  | 30. Juni 1963 |
| Naab, Ernst           | Deutscher | 1. Juli 1963  | 30. Juni 1964 |
| Lipke, Emil           | Deutscher | 1. Juli 1964  | 27. Sep. 1967 |
| Stolzenberg, Rudolf   | Deutscher | 28. Sep. 1967 | 24. Apr. 1976 |
| Wittfoth, Hannes      | Deutscher | 25. Apr. 1976 | 30. Juni 1980 |
| Menzel, Ernst         | Deutscher | 1. Juli 1980  | 30. Juni 1990 |
| Grobe, Wolfgang       | Deutscher | 1. Juli 1990  | 13. Mai 1991  |
| Halbe, Rüdiger        | Deutscher | 22. Mai 1991  | 30. Juni 1993 |
| Ehlers, Wolfgang      | Deutscher | 1. Juli 1993  | 30. Okt. 1993 |
| Stolzenberg, Rudolf 1 | Deutscher | 30. Okt. 1993 | 19. Feb. 1994 |
| Hain, Uwe             | Deutscher | 20. Feb. 1994 | 26. Apr. 1995 |
| Lux, Peter            | Deutscher | 26. Apr. 1995 | 26. Nov. 1999 |
| Schlotmann, Albert 1  | Deutscher | 26. Nov. 1999 | 1. Dez. 1999  |
| Amri, Abdelkrim 1     | Tunesier  | 1. Dez. 1999  | 9. Jan. 2000  |
| Vanli, Can            | Türke     | 10. Jan. 2000 | 26. März 2000 |
| Bohndieck, Uwe        | Deutscher | 26. März 2000 | 30. Juni 2000 |
| Richter, Hans-Werner  | Deutscher | 1. Juli 2000  | 24. Nov. 2001 |
| von Sarközy, Bernd 1  | Deutscher | 24. Nov. 2001 | 2. Dez. 2001  |
| Brauer, Wolfgang      | Deutscher | 2. Dez. 2001  | 30. Juni 2002 |

### Die WSV-Spieler
| Name                  | Nat.      | beim WSV             | Spiele |
| --------------------- | --------- | -------------------- | ------ |
| Lunter, Karl-Heinz    | Deutscher | 1970–1987            | 482    |
| Prediger, Horst       | Deutscher | 1971–1986            | 431    |
| Nesselrath, Christian | Deutscher | 1975–1988            | 359    |
| Saigge, Günther       | Deutscher | 1947–1962            | 356    |
| Guderian, Uwe         | Deutscher | 1974–1987            | 336    |
| Zumstrull, Matthias   | Deutscher | 1988/89, 1990–2002   | 315    |
| Teller, Horst         | Deutscher | 1957–1970            | 264    |
| Sikorsky, Alfons      | Deutscher | 1956–1969            | 262    |
| Alscher, Georg        | Deutscher | 1955–1968            | 261    |
| Mauer, Bernd          | Deutscher | 1966–1981            | 256    |
| Menzel, Dirk          | Deutscher | 1982–1990, 1991–1993 | 255    |
| Wittig, Kurt          | Deutscher | 1949–1958            | 242    |
| Menzel, Ernst         | Deutscher | 1968–1978            | 239    |
| Henning, Axel         | Deutscher | 1976–1987            | 238    |
| Rossa, Waldemar       | Deutscher | 1983–1990, 1991–1993 | 226    |
| Siebart, Olaf         | Deutscher | 1980–1986, 1988–1991 | 222    |
| Ajazaj, Adil          | Albaner   | 1994–2001            | 216    |
| Delakowitz, Rudolf    | Deutscher | 1960–1972            | 216    |
| Wehrli, Gustav        | Deutscher | 1957–1966            | 213    |
| Kammel, Lutz          | Deutscher | 1981–1992, 1993–1995 | 207    |

- Von 1962 bis 1968 spielte Horst-Werner Gorges beim Wolfenbütteler SV im Sturm.

### Die WSV-Torschützen
| Name                  | Nat.      | beim WSV             | Tore |
| --------------------- | --------- | -------------------- | ---- |
| Gollnow, Gerhard      | Deutscher | 1956–1958, 1962–1968 | 201  |
| Siebart, Olaf         | Deutscher | 1980–1986, 1988–1991 | 118  |
| Saigge, Günther       | Deutscher | 1947–1962            | 108  |
| Nesselrath, Christian | Deutscher | 1975–1988            | 090  |
| Armbrecht, Dieter     | Deutscher | 1965–1974            | 078  |
| Menzel, Ernst         | Deutscher | 1968–1978            | 077  |
| Prediger, Horst       | Deutscher | 1971–1986            | 075  |
| Jarka, Kurt           | Deutscher | 1952–1960            | 069  |
| Mühlenkamp, Torge     | Deutscher | 1993–2000            | 067  |
| Delakowitz, Rudolf    | Deutscher | 1960–1972            | 066  |
| Pramann, Wolfgang     | Deutscher | 1968–1970, 1973/74   | 064  |
| Radojević, Goran      | Serbe     | 1994–1998            | 058  |
| Olle, Peter           | Deutscher | 1956–1966            | 055  |
| Meyer, Wolfgang       | Deutscher | 1955–1964            | 053  |
| Rossa, Waldemar       | Deutscher | 1983–1990, 1991–1993 | 053  |
| Emde, Hein            | Deutscher | 1950–1955            | 046  |
| Göwecke, Peter        | Deutscher | 1983–1991            | 045  |
| Paulmann, Volker      | Deutscher | 1977–1984            | 045  |
| Guderian, Uwe         | Deutscher | 1974–1987            | 044  |
| Zerr, Peter           | Deutscher | 1986–1991            | 044  |

## Frauenfußball

### Erfolge
- Bezirksmeister: 1988, 1999 (2. Mannschaft)
- Bezirkspokalsieger: 1988, 1998 (2. Mannschaft)
- Aufstieg in die Niedersachsenliga: 1988, 1999 (2. Mannschaft)
- Niedersachsenmeister: 1995
- Niedersachsenpokalsieger: 1994
- Aufstieg in die Regionalliga Nord: 1995

### Geschichte
Bis 1970 war Frauenfußball in Deutschland offiziell verboten, auch wenn es zuvor schon erste Ansätze gegeben hat, dieses Verbot zu umgehen. Erst im Herbst 1970 erteilte der Deutsche Fußball-Bund dem Frauenfußball die Zulassung. Der WSV war einer der ersten Vereine, der sich mit dem Frauenfußball befasste. Ab dem 22. September 1970 wurde die Gründung einer Frauenmannschaft geplant. Am 10. November 1970 wurde das Team bestehend aus 16 Spielerinnen unter der Leitung des Trainers Günter Kasten offiziell gegründet. Auf Kasten folgte bald Georg Weidner als Trainer und Spartenleiter und führte die erfolgreiche Aufbauarbeit fort. Neben der Etablierung der Frauenmannschaft konnte schon 1976 die erste Mädchenmannschaft gebildet werden. Dass die Nachwuchsarbeit damals im Mädchenfußball ähnlich erfolgreich war wie im männlichen Jugendbereich, zeigte sich, als die Mädchen im Jahre 1983 Vize-Niedersachsenmeister wurden.
Mit den Frauen ging es stetig aufwärts. Im Jahr 1988 wurde das Double im Bezirk geholt: Die Mannschaft um Trainer Rudolf Stolzenberg wurde Bezirksmeister und -pokalsieger. Man etablierte sich in der Niedersachsenliga und holte 1994 den Niedersachsenpokal. 1995 wurden die WSV-Frauen dann Meister der Niedersachsenliga und stiegen in die Regionalliga Nord, damals zweithöchste Spielklasse, auf. Währenddessen wuchs auch der Unterbau der Frauenabteilung kontinuierlich an. Schon in den 1980er Jahren konnte eine zweite Frauenmannschaft gegründet werden, und 1993 kam eine 3. Mannschaft dazu. Ebenso wuchs der Mädchenbereich auf drei Mannschaften an. Die 90er Jahre wurden zudem für die 2. Frauenmannschaft zu einer erfolgreichen Zeit. Unter Trainer Andreas Klingenhagen wurde 1998 der Bezirkspokalsieg und ein Jahr später die Bezirksmeisterschaft bzw. der Aufstieg in die Niedersachsenliga gefeiert. Somit waren zwei der drei WSV-Frauenmannschaften in der 2. und 3. Liga angesiedelt. Bis zur Fusion mit dem MTV Wolfenbüttel im Jahr 2002 etablierte sich die 1. Mannschaft unter Trainerin Meike Berger in der Spitzengruppe der Regionalliga Nord. Nach der Fusion gelang es sogar, sich 2004 für die neu geschaffene 2. Bundesliga Nord zu qualifizieren. Nach einer auf Platz 10 durchgehaltenen Saison 2004/2005 fuhr die Mannschaft 2005/2006 mit null Siegen, 20 Niederlagen (bei 22 Spielen) und nur zehn Toren drei Negativrekorde ein und stieg ab.